# 4ª etapa del Giro de Italia 2017
La 4ª etapa del Giro de Italia 2017 tuvo lugar el 9 de mayo de 2017 entre Cefalù y el Etna sobre un recorrido de 181 km.

## Clasificación de la etapa
{{Cycling race/stageclassification
Ficha de clasificación por etapas de ciclismo|Q27626894}}

## Clasificaciones al final de la etapa

### Clasificación general
| \| Clasificación general \| Clasificación general \| Clasificación general \| Clasificación general \| Clasificación general \| \| Ciclista \| Ciclista \| Equipo \| Tiempo \| \| \| --------------------- \| --------------------- \| --------------------- \| --------------------- \| --------------------- \| \| 1.º \| Bob Jungels \| Quick-Step Floors \| 19 h 41 min 56 s \| \| \| 2.º \| Geraint Thomas \| Team Sky \| + 6 s \| \| \| 3.º \| Adam Yates \| Orica-Scott \| + 10 s \| \| \| 4.º \| Vincenzo Nibali \| Bahrain-Merida \| + 10 s \| \| \| 5.º \| Domenico Pozzovivo \| AG2R La Mondiale \| + 10 s \| \| \| 6.º \| Nairo Quintana \| Movistar Team \| + 10 s \| \| \| 7.º \| Tom Dumoulin \| Team Sunweb \| + 10 s \| \| \| 8.º \| Bauke Mollema \| Trek-Segafredo \| + 10 s \| \| \| 9.º \| Mikel Landa \| Team Sky \| + 10 s \| \| \| 10.º \| Thibaut Pinot \| FDJ \| + 10 s \| \| |                    |                   |                  |
| |                    |                   |                  |
| Fuente: ProCyclingStats |                    |                   |                  |
| Clasificación general |                    |                   |                  |
| Ciclista | Ciclista           | Equipo            | Tiempo           |
| 1.º | Bob Jungels        | Quick-Step Floors | 19 h 41 min 56 s |
| 2.º | Geraint Thomas     | Team Sky          | + 6 s            |
| 3.º | Adam Yates         | Orica-Scott       | + 10 s           |
| 4.º | Vincenzo Nibali    | Bahrain-Merida    | + 10 s           |
| 5.º | Domenico Pozzovivo | AG2R La Mondiale  | + 10 s           |
| 6.º | Nairo Quintana     | Movistar Team     | + 10 s           |
| 7.º | Tom Dumoulin       | Team Sunweb       | + 10 s           |
| 8.º | Bauke Mollema      | Trek-Segafredo    | + 10 s           |
| 9.º | Mikel Landa        | Team Sky          | + 10 s           |
| 10.º | Thibaut Pinot      | FDJ               | + 10 s           |

### Clasificación por puntos
| Clasificación por puntos | Clasificación por puntos | Clasificación por puntos      | Clasificación por puntos | Clasificación por puntos |
| Ciclista                 | Ciclista                 | Equipo                        | Puntos                   |                          |
| ------------------------ | ------------------------ | ----------------------------- | ------------------------ | ------------------------ |
| 1.º                      | André Greipel            | Lotto-Soudal                  | 81 pts                   |                          |
| 2.º                      | Daniel Teklehaimanot     | Dimension Data                | 74 pts                   |                          |
| 3.º                      | Fernando Gaviria         | Quick-Step Floors             | 72 pts                   |                          |
| 4.º                      | Kristian Sbaragli        | Dimension Data                | 64 pts                   |                          |
| 5.º                      | Eugert Zhupa             | Wilier Triestina-Selle Italia | 60 pts                   |                          |
| 6.º                      | Lukas Pöstlberger        | Bora-Hansgrohe                | 51 pts                   |                          |
| 7.º                      | Caleb Ewan               | Orica-Scott                   | 50 pts                   |                          |
| 8.º                      | Jasper Stuyven           | Trek-Segafredo                | 43 pts                   |                          |
| 9.º                      | Giacomo Nizzolo          | Trek-Segafredo                | 43 pts                   |                          |
| 10.º                     | Roberto Ferrari          | UAE Team Emirates             | 38 pts                   |                          |

### Clasificaciones por equipos

#### Clasificación por tiempo
| Clasificación por equipos | Clasificación por equipos | Clasificación por equipos | Clasificación por equipos |
| Equipo                    | Equipo                    | Tiempo                    |                           |
| ------------------------- | ------------------------- | ------------------------- | ------------------------- |
| 1.º                       | Cannondale-Drapac         | 59 h 06 min 18 s          |                           |
| 2.º                       | UAE Team Emirates         | + 7 s                     |                           |
| 3.º                       | Movistar Team             | + 36 s                    |                           |
| 4.º                       | Astana                    | + 3 min 03 s              |                           |
| 5.º                       | Bahrain-Merida            | + 3 min 20 s              |                           |
| 6.º                       | AG2R La Mondiale          | + 5 min 07 s              |                           |
| 7.º                       | Team Sunweb               | + 7 min 20 s              |                           |
| 8.º                       | Sky                       | + 7 min 20 s              |                           |
| 9.º                       | FDJ                       | + 8 min 46 s              |                           |
| 10.º                      | Trek-Segafredo            | + 9 min 59 s              |                           |

#### Clasificación por puntos
| Clasificación por equipos | Clasificación por equipos | Clasificación por equipos | Clasificación por equipos |
| Equipo                    | Equipo                    | Puntos                    |                           |
| ------------------------- | ------------------------- | ------------------------- | ------------------------- |
| 1.º                       | UAE Team Emirates         | 127 pts                   |                           |
| 2.º                       | Quick-Step Floors         | 111 pts                   |                           |
| 3.º                       | Dimension Data            | 111 pts                   |                           |
| 4.º                       | Bora-Hansgrohe            | 102 pts                   |                           |
| 5.º                       | Trek-Segafredo            | 91 pts                    |                           |
| 6.º                       | Lotto-Soudal              | 81 pts                    |                           |
| 7.º                       | Orica-Scott               | 58 pts                    |                           |
| 8.º                       | Katusha-Alpecin           | 41 pts                    |                           |
| 9.º                       | Gazprom-RusVelo           | 35 pts                    |                           |
| 10.º                      | Sky                       | 33 pts                    |                           |